# Archibald MacKinnon
Archibald MacKinnon (Cranbrook, 13 gennaio 1937) è un ex canottiere canadese.

## Palmarès

### Olimpiadi
- 2 medaglie:
  - 1 oro (Melbourne 1956 nel quattro senza)
  - 1 argento (Roma 1960 nell'otto)

### Giochi del Commonwealth
- 1 medaglia:
  - 1 oro (Cardiff 1958 nell'otto)